# Thasos (polis)
Thasos (Oudgrieks: Θάσος, Thásos) was een stad op het gelijknamige eiland in de Egeïsche Zee.
De stad was slechts 2 mijlen van de Thracische kust verwijderd, tegenover de monding van de Nestus. Het was in de oudheid zeer vruchtbaar in graan en wijn, maar vooral belangrijk door de goudmijnen die de Feniciërs hadden ontdekt, waardoor de inkomsten van de staat tot op 300 talenten stegen. De meeste bergen bestaan uit wit marmer en zijn met bossen bedekt, die in de oudheid uitmuntend scheepstimmerhout opleveren.
De Thasiërs hadden ook aan de Thracische kust talrijke nederzettingen: Galepsus, Oesyma, Scapte Hyle, Stryme, Crenides.
Zij waagden het echter niet om tegenstand aan de Perzen te bieden, doch sloopten in 492 v.Chr., op bevel van Mardonius hun muren en leverden hun schepen uit. Later sloten zij zich bij de Delische Bond aan, vielen we weer af, doch door Cimon overwonnen, moesten zij zich weer onderwerpen. Op het einde van de Peloponnesische Oorlog werden de Spartanen meester van het eiland. Later werd het afhankelijk van de Macedoniërs.